# Frans Verhas
Frans Verhas ou François Louis Verhas, né le 29 septembre 1827 à Termonde et mort le 17 novembre 1897 à Schaerbeek, est un peintre belge, connu pour ses portraits et scènes de genre de femmes et d'enfants dans des maisons bourgeoises luxueuses. Ses compositions de salons intérieurs sont caractérisées par leur abondance et l'affichage d'une large gamme de textures, comme les tapisseries, les satins, les fourrures, les marbres et les métaux. Frans Verhas peignit également des animaux, des peintures d'histoire et des natures mortes,.

## Biographie
Frans (François Louis) Verhas naît à Termonde en 1827. Il est le fils d'Emmanuel François Verhas, peintre et de Jeanne Marie Van Keer. Son père est depuis 1820 et pendant vingt ans professeur à l'Académie royale des beaux-arts d'Anvers. Frans reçoit sa première formation artistique de son père en compagnie de son frère cadet Jan (ou Jan Frans). Son frère devient un artiste très réussi et acclamé.
Verhas étudie d'abord à l'Académie des beaux-arts dans sa ville natale Termonde, puis à l'Académie royale des beaux arts d'Anvers. L'un de ses professeurs à l'Académie d'Anvers est Nicaise de Keyser, un peintre d'histoire et de portraits, et l'une des principales figures du romantisme belge. Verhas s'établit à Schaerbeek en 1867.
À la fin des années 1870 et dans les années 1880, Frans Verhas travaille pendant diverses périodes à Paris. Il est un ami de l'auteur français Arsène Houssaye, pour qui il réalise des fresques décoratives dans sa résidence de l'avenue de Friedland à Paris. Le programme décoratif se compose de pastiches des maîtres flamands et vénitiens.
Frans Verhas meurt le 17 novembre 1897 à Schaerbeek.

## Œuvres
Frans Verhas est connu pour ses portraits de femmes et ses scènes de genre situées dans des maisons bourgeoises luxueuses. Il peint également des animaux, quelques peintures d'histoire et des natures mortes. Il crée quelques fresques représentant des thèmes historiques au cours de ses séjours à Paris dans les années 1870 et 1880.
Les principaux sujets et le style de sa peinture sont influencés par le peintre belge Alfred Stevens, qui avait fait sa carrière comme peintre des femmes élégantes de Paris. Lui et son frère Jan Verhas sont connus pour leurs peintures de petites scènes de famille représentant le joyeux brouhaha des filles et des garçons avec leurs peaux nacrées et expressions faciales contrôlées. D'autres artistes belges, également disciples d'Alfred Stevens, comprennent Gustave Léonard de Jonghe et Charles Baugniet. Comme Frans Verhas, ils évoquent la vision de la femme parée et la peignent dans sa coquetterie et sa séduction, comme une idole adulée.
Les compositions de Verhas traitent avec une extrême précision les intérieurs luxueux, qui sont enrichis par des satins, des gobelins, des peaux d'animaux et des marbres encadrant les crinolines élégantes portées par les femmes. Verhas est particulièrement habile dans le rendu de la texture des différents matériaux précieux.
Verhas reçoit également diverses commissions afin de réaliser des peintures religieuses pour les églises de sa ville natale et des peintures historiques pour l'hôtel de ville de Termonde. Ses peintures d'histoire traitent leurs sujets avec un puissant réalisme. Selon Octave Maus, il est considéré comme un des pionniers de l'École de Termonde.

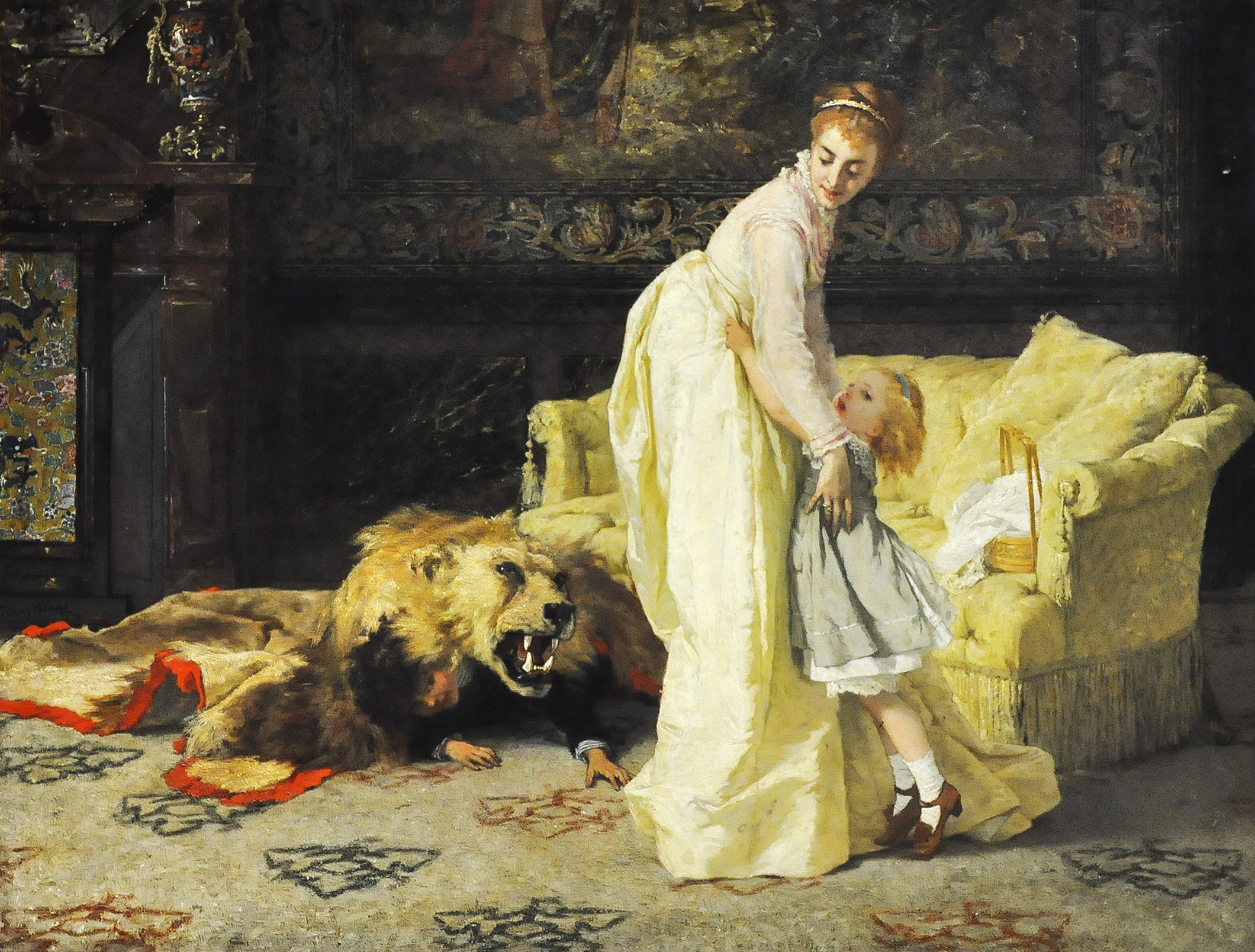
Le lion.
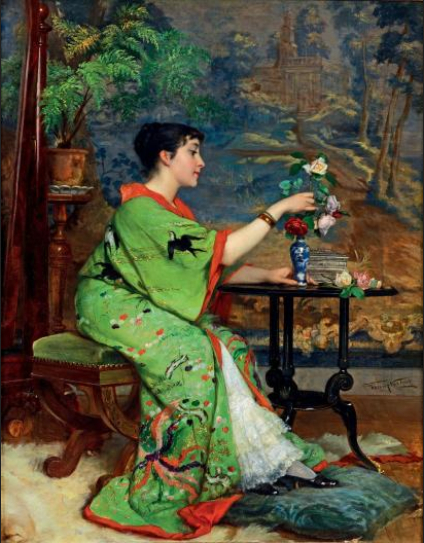
Jeune femme en kimono vert.
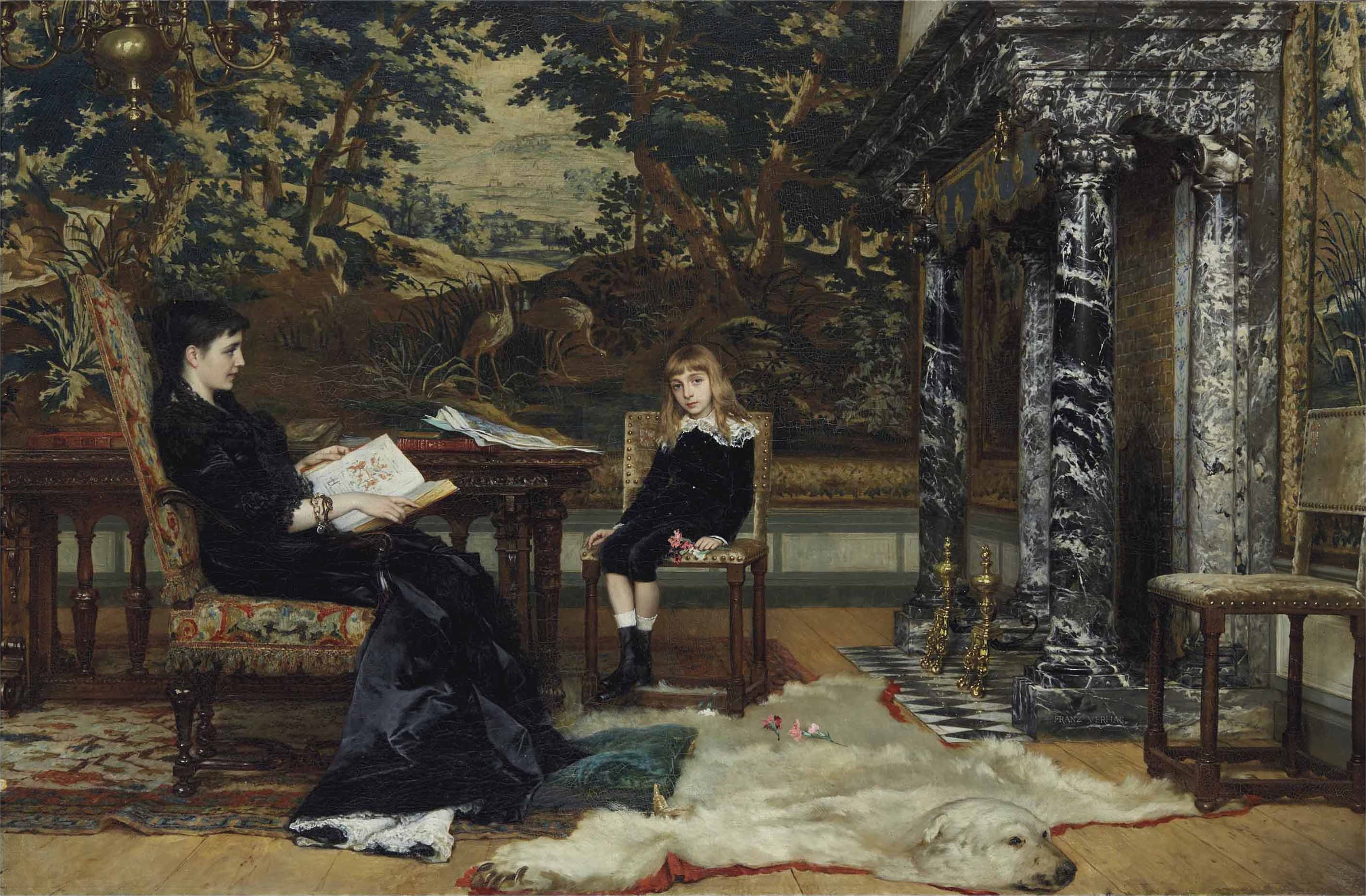
La lecture au salon.
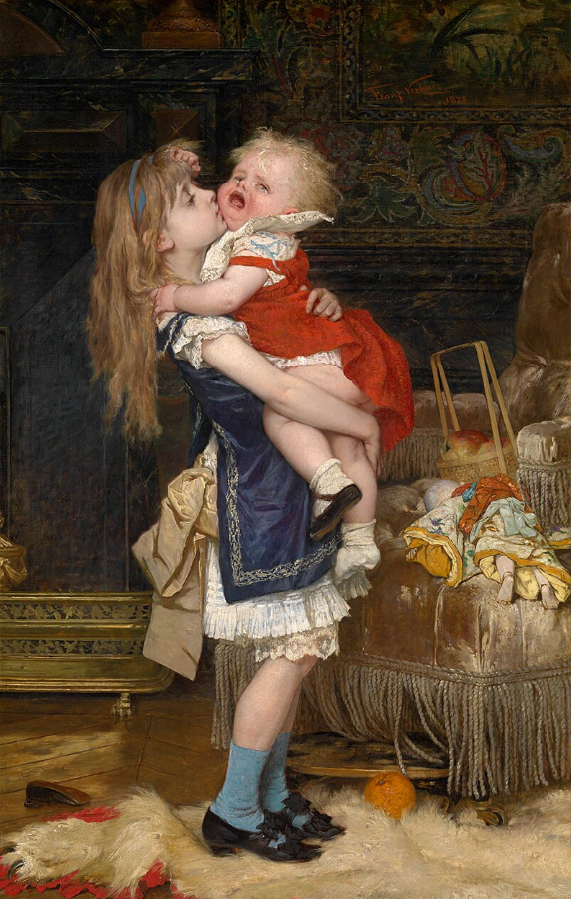
Inconsolable

## Honneurs
- Chevalier de l'ordre de Léopold.